# Giuliana Fiorentino Tedeschi
Giuliana Fiorentino Tedeschi, auch Giuliana Tedeschi Brunelli, (* 9. April 1914 in Mailand; † 28. Juni 2010 in Turin) war eine italienische Holocaustüberlebende.

## Leben
Giuliana Fiorentino wuchs in einer jüdischen Familie in Neapel auf, wo ihr Vater als Pharmavertreter arbeitete. Sie studierte Sprachwissenschaften bei Benvenuto Terracini an der Universität Mailand und erhielt 1936 die Laurea. Die 1938 erlassenen italienischen Rassengesetze verhinderten ihren weiteren Berufsweg. Sie heiratete 1939 den Architekten Giorgio Tedeschi, und sie zogen nach Turin, wo sie zwei Kinder bekamen. In der Italienischen Sozialrepublik wurde das Ehepaar am 8. März 1944 verhaftet, die Kleinkinder konnten von einer Hausangestellten versteckt werden. Aus dem Durchgangslager Fossoli wurden sie am 5. April 1944 in einem Sammeltransport in das KZ Auschwitz deportiert. Bei der Auflösung des KZ Auschwitz starb Giorgio Tedeschi am 25. Januar 1945 auf einem Todesmarsch, auch ein Bruder und eine Schwester wurden Opfer des Holocaust. Giuliana Tedeschi geriet in das KZ Ravensbrück. Auf einem weiteren Evakuierungsmarsch wurde sie am 22. April 1945 befreit.
Zurück in Italien kam sie wieder mit ihren Kindern zusammen. Im Jahr 1946 veröffentlichte sie unter dem Titel Questo povero corpo einen der ersten Augenzeugenberichte über den Holocaust in Italienisch. Giuliana Tedeschi Brunelli arbeitete als Lehrerin in Turin und schrieb mehrere Sprachlehrbücher. 1988 schrieb sie noch ein zweites Buch über ihre Konzentrationslagerhaft. Im Jahr 2002 wurde ihr erstes Buch neu aufgelegt. Daniela Padoan veröffentlichte 2004 Interviews mit ihr, Goti Bauer und Liliana Segre.

## Schriften (Auswahl)
- Questo povero corpo. Mailand : Editrice Italiana, 1946
- mit Alma Petrini: Corso di lingua latina. Turin : Petrini, 1966
- mit Alma Petrini: Corso di lingua greca. Turin : Lattes, 1970
- Lingua, grammatica, stile. Turin : Petrini, 1971
- Come comunichiamo : grammatica italiana ed educazione linguistica. Mailand : Signorelli, 1979
- C'e un punto della terra. Una donna nel lager di Birkenau. Vorwort Alessandro Galante Garrone. Florenz : La Giuntina, 1988
  - There is a place on earth : a woman in Birkenau. Übersetzung ins Englische Tim Parks. London : Mandarin Paperbacks, 1994 ISBN 0-7493-9199-5
- Memoria di donne e bambini nei Lager nazisti. Turin : S. Zamorani, 1995, 31 Seiten